# Эдвардс, Уильям

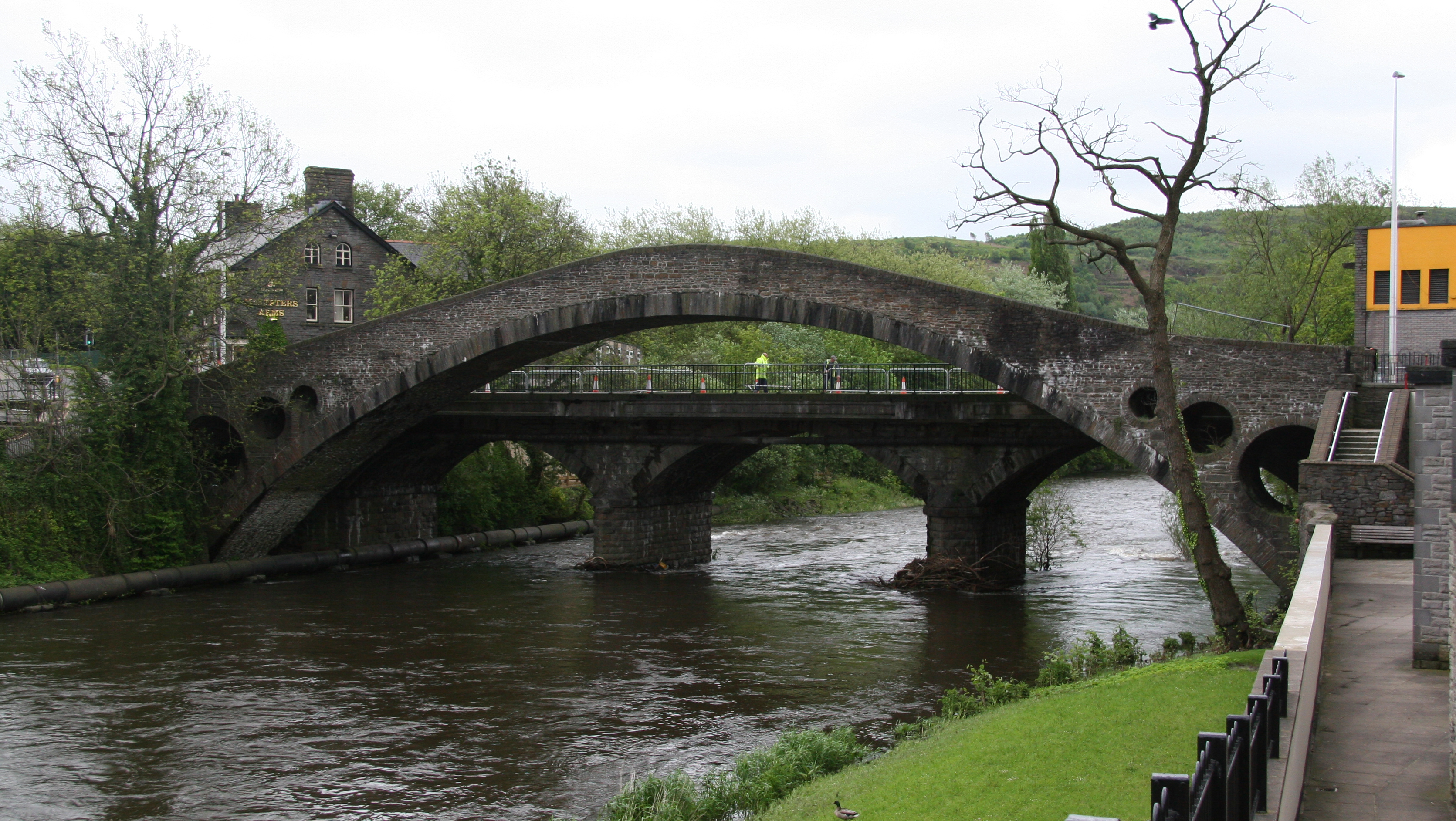
Старый и новый мосты в Понтиприте, Уэльс

Уильям Эдвардс (англ. William Edwards; февраль 1719, Иглуслиан, Гламорган — 7 августа 1789) — уэльский архитектор-мостостроитель и методистский проповедник.
У. Эдвардс начал проповедовать в возрасте 22-х лет. В 1745 году он становится священником в новопостроенной капелле в Гросуэне. Этот пост Эдвардс занимал вплоть до своей смерти.
Кроме исправления духовной деятельности, он был талантливым архитектором и каменщиком. Наиболее известным сооружение, возведённое им, — мост в уэльском городе Понтиприт (построен между 1746 и 1754 годами). Заказ на строительство содержал требования гарантий прочности и устойчивости моста, поэтому Эдвардсу пришлось возвести на этом месте последовательно три моста, и лишь последний выдержал испытание напором вод местной реки Тафф при паводке. Мост имеет длину в 40 метров и является самым протяжённым в мире арочным мостом, не имеющим подпорок. Секрет Эдвардса заключался в резком снижении каменной массы сооружения за счёт создания полостей в нижней части мостового полотна. Этот уникальный мост Эдвардса (открыт в 1755 году) сохранился и используется до наших дней, хотя рядом и возведён более современный — для обслуживания оживлённого транспортного сообщения.
У. Эдвардс также возвёл мосты в уэльских городах Аберафан, Бетус, Киликум и Аск, был автором проекта моста в индустриальном центре Морристон близ Суонси. Похоронен в родном городе Иглуслиан.